# Jadon Sancho
Jadon Malik Sancho (Camberwell, Inglaterra, 25 de marzo de 2000) es un futbolista británico que juega como centrocampista o delantero en el Manchester United F. C. de la Premier League.
Formado en las categorías inferiores del Watford F. C. y del Manchester City F. C., firmó su primer contrato mayor con el Borussia Dortmund en 2017. En su segunda temporada, se consolidó como titular y fue nombrado en el Equipo de la Temporada de la Bundesliga 2018-19. En la temporada 2019-20 ganó su primer trofeo tras la victoria en la Supercopa de Alemania contra el Bayern de Múnich.
Formó parte de la selección juvenil de Inglaterra que ganó la Copa Mundial Sub-17 de la FIFA 2017 y debutó con la selección absoluta en 2018.

## Primeros años
Sancho nació en Camberwell, Gran Londres, de padres de Trinidad y Tobago. Se crio en Kennington. Se hizo amigo de otro aspirante a futbolista, Reiss Nelson, que vivía cerca, después de que jugaran juntos en torneos juveniles. Cuando crecía, era aficionado del Chelsea F. C., e idolatraba a Ronaldinho y a Frank Lampard.

## Trayectoria

### Inicios

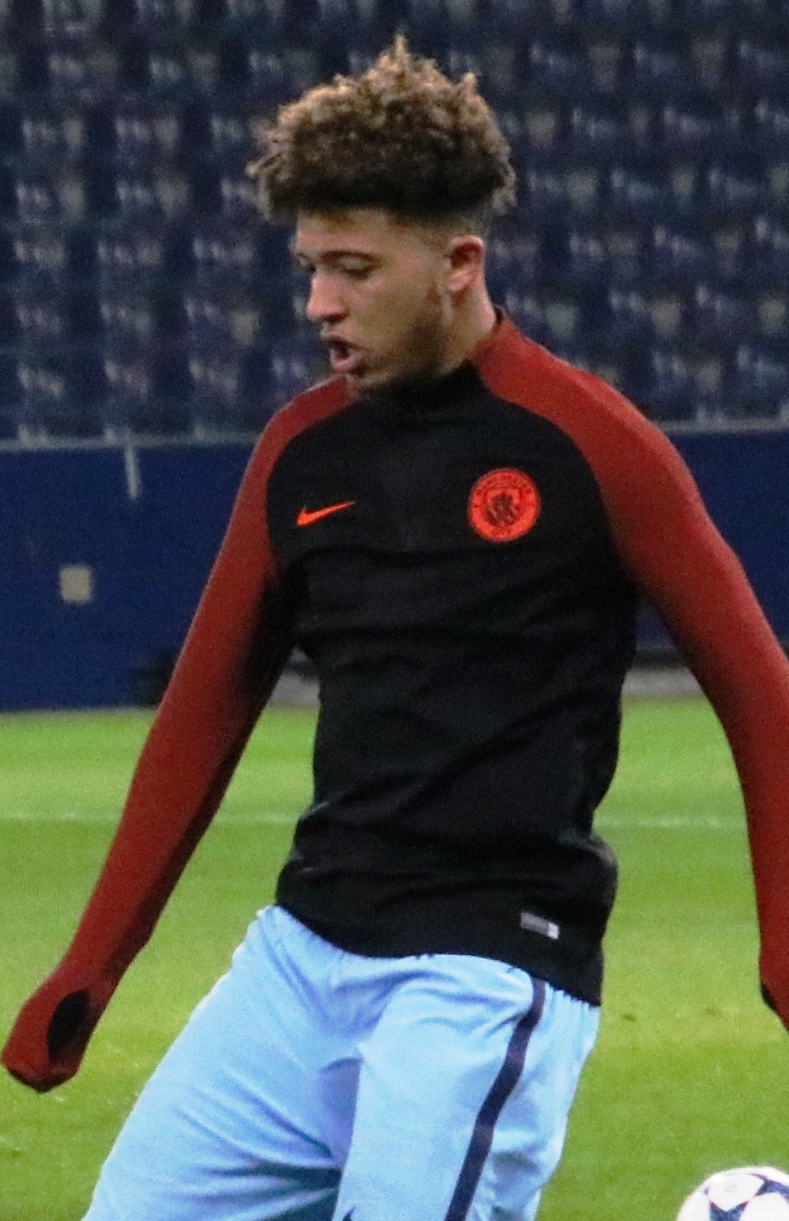
Sancho con el Manchester City en 2017

Se incorporó al Watford F. C. a los siete años. Debido a los problemas de desplazamiento a través de Londres hasta la academia del club, se trasladó a un alojamiento proporcionado por el Watford y comenzó a asistir a su escuela asociada Harefield Academy como interno, con 11 años. A los 14 años comunicó a su entrenador del Watford sub-15 su intención de jugar con Inglaterra.
A los 14 años se marchó al Manchester City F. C. en marzo de 2015 por una tarifa inicial de 66 000 libras en el marco del PPE, que podría llegar a 500 000 libras con complementos. Siguió impresionando en la academia del Manchester City y fue uno de los tres jugadores que el presidente del Manchester City, Khaldoon Al Mubarak, dijo que se incorporaría por la vía rápida a la selección absoluta en mayo de 2017. En julio de 2017, no fue incluido en la plantilla de la gira de pretemporada del Manchester City debido a una disputa sobre las garantías de tiempo de juego en un nuevo contrato. Posteriormente, se informó de que estaba tratando de salir del club y este se alarmó por su actitud tras faltar al entrenamiento después de la gira de pretemporada.

### Borussia Dortmund

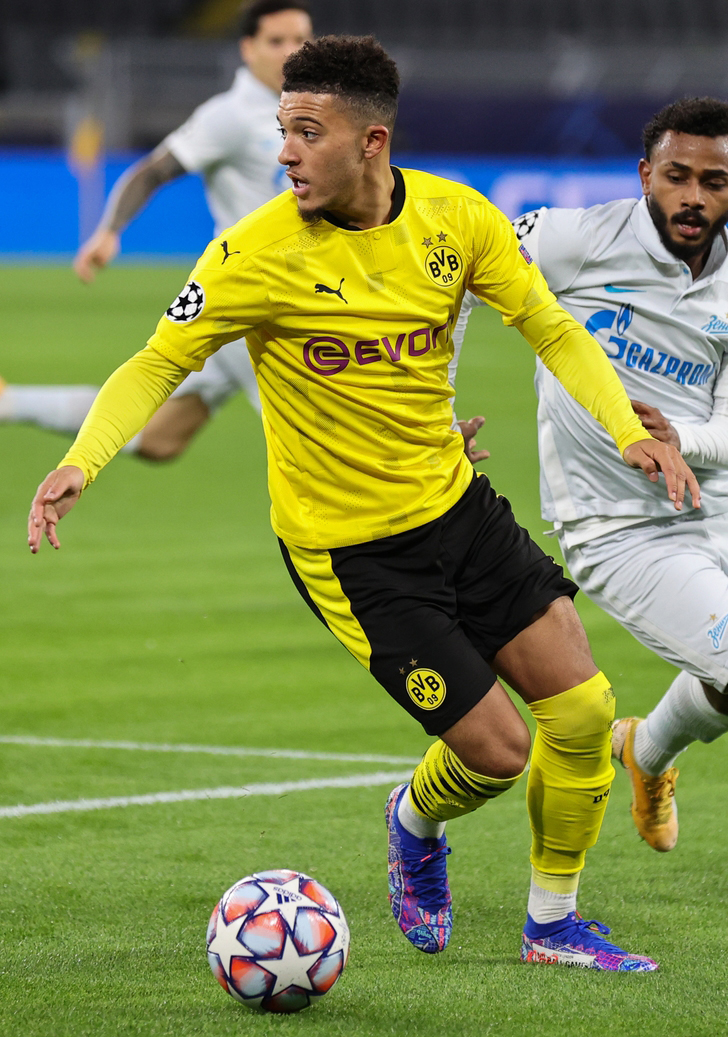
Sancho jugando con el Borussia Dortmund en 2020

El 31 de agosto de 2017 se hizo oficial su llegada al Borussia Dortmund, que pagó alrededor de ocho millones de libras por él. Más tarde declaró que se sentía confiado para hacer el traslado al extranjero debido a sus experiencias anteriores en el traslado con el Watford y el Manchester City. Debutó con el club contra el Eintracht Fráncfort el 21 de octubre, entrando como suplente a falta de seis minutos para el final del partido, convirtiéndose en el primer inglés en jugar un partido de la Bundesliga con el Dortmund. Fue titular por primera vez en la liga el 14 de enero de 2018, rematando a la madera en un empate sin goles con el Wolfsburgo. Marcó su primer gol como profesional el 21 de abril de 2018. Fue el primer gol en la victoria por 4-0 contra el Bayer Leverkusen en la Bundesliga y también dio una asistencia en otros dos goles en el mismo partido.
Tras firmar un nuevo contrato que le mantiene en el club hasta 2022, disfrutó de un exitoso octubre de 2018 al ser nombrado Jugador del Mes de la Bundesliga, registrando tres goles y una asistencia en solo tres partidos de liga. Entre sus goles del mes se encuentran un doblete en el empate contra el Hertha Berlín, que le convirtió en el primer jugador nacido en la década de 2000 en marcar dos goles en un solo partido de la Bundesliga y en el más joven de la historia de un jugador del Dortmund. Además, el 24 de octubre marcó su primer gol en Liga de Campeones en la victoria por 4-0 ante el Club Atlético de Madrid.
Durante el empate 3-3 con el TSG 1899 Hoffenheim, el 9 de febrero de 2019, se convirtió en el jugador más joven de la historia en marcar ocho goles en una sola temporada de la Bundesliga, superando el récord que hasta entonces ostentaba Christian Wück. Ese mismo mes, al marcar en la victoria por 3-2 contra el Bayer Leverkusen, batió el récord de Lukas Podolski y se convirtió en el jugador más joven en marcar nueve goles en la Bundesliga, con 18 años y 336 días. El 13 de abril marcó un doblete en la victoria por 2-1 ante el 1. FSV Maguncia 05 y, de este modo, se convirtió en el jugador más joven del Dortmund en marcar al menos 10 goles en una sola campaña de la Bundesliga. Tras una impresionante campaña de liga en la que marcó 12 goles y dio 14 asistencias, Sancho fue nombrado en el Equipo de la Temporada de la Bundesliga 2018-19.
El éxito continuó de cara a la temporada 2019-20, dando una asistencia y marcando en la victoria por 2-0 en la Supercopa de Alemania contra el Bayern de Múnich el 3 de agosto de 2019. Ese mismo mes, Sancho acordó un nuevo contrato con el Dortmund. Su gol en el empate del Dortmund con el R. B. Leipzig (3-3) el 17 de diciembre significó que había marcado en siete partidos consecutivos con el club (incluyendo en los partidos de la Liga de Campeones contra el F. C. Barcelona y el S. K. Slavia de Praga), elevando su cuenta a 15 goles y 16 asistencias en el año natural de 2019. Sus tres goles y tres asistencias en cinco partidos de liga durante febrero de 2020 le permitieron ser nombrado Jugador del Mes de la Bundesliga por segunda vez en su carrera.
El 31 de mayo de 2020 marcó el primer triplete de su carrera en una victoria a domicilio por 6-1 contra el S. C. Paderborn 07. Después de marcar su primer gol, se quitó la camiseta para mostrar una camiseta con el mensaje "Justicia para George Floyd", un hombre afroamericano que había muerto a principios de esa semana después de que un agente de policía mantuviera su rodilla en el cuello de Floyd hasta que no respondiera.
El 13 de mayo de 2021 marcó un doblete en la victoria por 4-1 contra el Leipzig en la final de la Copa de Alemania 2020-21.

### Manchester United
El 1 de julio de 2021 se anunció que el Manchester United y el Dortmund habían llegado a un principio de acuerdo para su traspaso, sujeto a que firmara el contrato y pasara el reconocimiento médico, ambos previstos para después de su participación en la Eurocopa 2020. Se estima que el acuerdo se cerró en 85 millones de euros. El 23 de julio se completó el traspaso y firmó para las siguientes cinco temporadas con opción a una más.
En el inicio de su tercer año en el club fue apartado del equipo por el entrenador Erik ten Hag ya que este consideraba que no entrenaba de una manera correcta. Desde entonces no volvió a disputar un partido y en enero de 2024 regresó a Dortmund para jugar como cedido lo que quedaba de temporada.

### Chelsea F. C.
El 31 de agosto de 2024 se confirmó su cesión al Chelsea F. C. por una temporada con la obligación de adquirirlo en propiedad al final de la misma. Durante la campaña ayudó al equipo a clasificarse para la Liga de Campeones y a ganar la Liga Conferencia de la UEFA, marcando un gol en la final frente al Real Betis Balompié. Finalmente el club decidió no ficharlo a cambio de pagar una penalización de cinco millones de libras.

## Selección nacional

### Categorías inferiores
Fue convocado por la selección de Inglaterra en las categorías sub-16, sub-17 y sub-19.
En mayo de 2017 fue subcampeón del Europeo sub-17, tras caer en la tanda de penaltis ante España, aunque fue galardonado con el trofeo al mejor jugador del torneo. En septiembre de 2017 fue incluido en la selección de Inglaterra para la Copa Mundial Sub-17 de la FIFA 2017, pero su club se resistió a su presencia en el torneo. Las dos partes llegaron finalmente a un acuerdo por el que estaría disponible para la fase de grupos de la competición, pero su participación no estaba garantizada si Inglaterra pasaba a las rondas eliminatorias. El 8 de octubre marcó dos goles en el primer partido de Inglaterra, contra Chile. No pudo jugar la fase final debido a que el Borussia Dortmund le hizo regresar a los entrenamientos tras disputar la fase de grupos.
El 2 de noviembre de 2017 fue convocado por primera vez con la selección sub-19 de Inglaterra, a la que acompañó en los partidos de clasificación para el Campeonato Europeo de la UEFA Sub-19 2018 contra las Islas Feroe, Islandia y la selección anfitriona del grupo 8, Bulgaria. Fue titular por primera vez en la victoria por 6-0 contra las Islas Feroe, durando setenta minutos antes de ser sustituido por Ben Brereton; al que sustituyó en el minuto 66 en la victoria contra Islandia, que aseguró el pase a la ronda élite. Marcó el único gol del partido contra Bulgaria para ayudar a Inglaterra a ser primera de grupo. Saliendo como sustituto de Brereton, marcó el último de los goles en la victoria de Inglaterra sobre Hungría (4-1) en el primer partido de dicha ronda el 21 de marzo de 2018.

### Selección absoluta
Tras el inicio de temporada 2018-19, fue convocado por primera vez con la selección absoluta de Inglaterra el 4 de octubre de 2018 para los partidos de la Liga de Naciones de la UEFA contra Croacia y España. Debutó en el encuentro ante Croacia (0-0) al sustituir en el minuto 78 a Raheem Sterling. Con su debut, a los 18 años y 201 días, se convirtió en el segundo debutante inglés más joven en un partido oficial -no amistoso- después de Duncan Edwards (18 años y 183 días). El 22 de marzo de 2019 fue titular en el partido de clasificación para la Eurocopa 2020, ante República Checa (5-0), que le hizo ser el tercer inglés más joven en jugar de inicio en un encuentro oficial en Wembley, solo por detrás de Duncan Edwards y Michael Owen. Durante los partidos internacionales de septiembre, marcó sus primeros goles con la selección absoluta, un doblete, en la victoria por 5-3 en casa contra Kosovo en un partido de clasificación para la Eurocopa 2020 el 10 de septiembre.

## Estilo de juego
Puede funcionar como segundo delantero o centrocampista de banda, normalmente en una formación 4-2-3-1 del Borussia Dortmund, en cualquiera de las dos bandas del ataque. El "proyecto de jugadores jóvenes" del Dortmund lo ayudó a funcionar en el centro del ataque junto a un núcleo de jóvenes estrellas con talento como Erling Haaland, Giovanni Reyna y Jude Bellingham.
Considerado un jugador muy técnico y creativo, es conocido por su astucia, su velocidad y su uso de las fintas en el uno contra uno, y ha sido descrito como uno de los mejores jugadores jóvenes del mundo.

## Estadísticas

### Clubes
Actualizado al último partido jugado el 28 de mayo de 2025.
| Club                               | Div.          | Temporada     | Liga  | Liga  | Liga   | Copas nacionales | Copas nacionales | Copas nacionales | Copas internacionales | Copas internacionales | Copas internacionales | Total | Total | Total  | Media goleadora |
| Club                               | Div.          | Temporada     | Part. | Goles | Asist. | Part.            | Goles            | Asist.           | Part.                 | Goles                 | Asist.                | Part. | Goles | Asist. | Media goleadora |
| ---------------------------------- | ------------- | ------------- | ----- | ----- | ------ | ---------------- | ---------------- | ---------------- | --------------------- | --------------------- | --------------------- | ----- | ----- | ------ | --------------- |
| Borussia Dortmund · Alemania       | 1.ª           | 2017-18       | 12    | 1     | 4      | 0                | 0                | 0                | 0                     | 0                     | 0                     | 12    | 1     | 4      | 0.08            |
| Borussia Dortmund · Alemania       | 1.ª           | 2018-19       | 34    | 12    | 14     | 2                | 0                | 1                | 7                     | 1                     | 1                     | 43    | 13    | 16     | 0.3             |
| Borussia Dortmund · Alemania       | 1.ª           | 2019-20       | 32    | 17    | 16     | 4                | 1                | 1                | 8                     | 2                     | 2                     | 44    | 20    | 19     | 0.45            |
| Borussia Dortmund · Alemania       | 1.ª           | 2020-21       | 26    | 8     | 11     | 6                | 6                | 4                | 6                     | 2                     | 3                     | 38    | 16    | 18     | 0.42            |
| Manchester United F. C. Inglaterra | 1.ª           | 2021-22       | 29    | 3     | 3      | 2                | 1                | 0                | 7                     | 1                     | 0                     | 38    | 5     | 3      | 0.13            |
| Manchester United F. C. Inglaterra | 1.ª           | 2022-23       | 26    | 6     | 3      | 5                | 0                | 0                | 10                    | 1                     | 0                     | 41    | 7     | 3      | 0.17            |
| Manchester United F. C. Inglaterra | 1.ª           | 2023-24       | 3     | 0     | 0      | 0                | 0                | 0                | 0                     | 0                     | 0                     | 3     | 0     | 0      | 0               |
| Borussia Dortmund · Alemania       | 1.ª           | 2023-24       | 14    | 2     | 2      | ―                | ―                | ―                | 7                     | 1                     | 0                     | 21    | 3     | 2      | 0.14            |
| Borussia Dortmund · Alemania       | Total club    | Total club    | 118   | 40    | 47     | 12               | 7                | 6                | 28                    | 6                     | 6                     | 158   | 53    | 59     | 0.34            |
| Manchester United F. C. Inglaterra | 1.ª           | 2024-25       | 0     | 0     | 0      | 1                | 0                | 0                | ―                     | ―                     | ―                     | 1     | 0     | 0      | 0               |
| Manchester United F. C. Inglaterra | Total club    | Total club    | 58    | 9     | 6      | 8                | 1                | 0                | 17                    | 2                     | 0                     | 83    | 12    | 6      | 0.14            |
| Chelsea F. C. Inglaterra           | 1.ª           | 2024-25       | 31    | 3     | 4      | 2                | 0                | 0                | 8                     | 2                     | 5                     | 41    | 5     | 9      | 0.12            |
| Chelsea F. C. Inglaterra           | Total club    | Total club    | 31    | 3     | 4      | 2                | 0                | 0                | 8                     | 2                     | 5                     | 41    | 5     | 9      | 0.12            |
| Total carrera                      | Total carrera | Total carrera | 207   | 52    | 57     | 22               | 8                | 6                | 53                    | 10                    | 11                    | 282   | 70    | 74     | 0.25            |
| 1. 2. 3.                           |               |               |       |       |        |                  |                  |                  |                       |                       |                       |       |       |        |                 |

### Hat-tricks
| Lista de partidos en los que anotó 3 goles o más | Lista de partidos en los que anotó 3 goles o más | Lista de partidos en los que anotó 3 goles o más | Lista de partidos en los que anotó 3 goles o más | Lista de partidos en los que anotó 3 goles o más | Lista de partidos en los que anotó 3 goles o más | Lista de partidos en los que anotó 3 goles o más | Lista de partidos en los que anotó 3 goles o más |
| N.º                                              | Fecha                                            | Estadio                                          | Partido                                          | Goles                                            | Resultado                                        | Competición                                      |                                                  |
| ------------------------------------------------ | ------------------------------------------------ | ------------------------------------------------ | ------------------------------------------------ | ------------------------------------------------ | ------------------------------------------------ | ------------------------------------------------ | ------------------------------------------------ |
| 1                                                | 31 de mayo de 2020                               | Benteler Arena, Paderborn                        | Paderborn 07 - Borussia Dortmund                 |                                                  | 1 - 6                                            | Bundesliga 2019-20                               |                                                  |

## Palmarés

### Títulos nacionales
| Título                | Club              | País       | Año  |
| --------------------- | ----------------- | ---------- | ---- |
| Supercopa de Alemania | Borussia Dortmund | Alemania   | 2019 |
| Copa de Alemania      | Borussia Dortmund | Alemania   | 2021 |
| Copa de la Liga       | Manchester United | Inglaterra | 2023 |

### Títulos internacionales
| Título                        | Club (*)          | Sede      | Año  |
| ----------------------------- | ----------------- | --------- | ---- |
| Copa Mundial de Fútbol Sub-17 | Inglaterra sub-17 | India     | 2017 |
| Liga Conferencia de la UEFA   | Chelsea F. C.     | Breslavia | 2025 |

(*) Incluyendo la selección.

### Distinciones individuales
| Distinción                                        | Año  |
| ------------------------------------------------- | ---- |
| Mejor jugador del Europeo sub-17                  | 2017 |
| Mejor Jugador del Mes de octubre en la Bundesliga | 2018 |